# Ювілейний (алмаз)

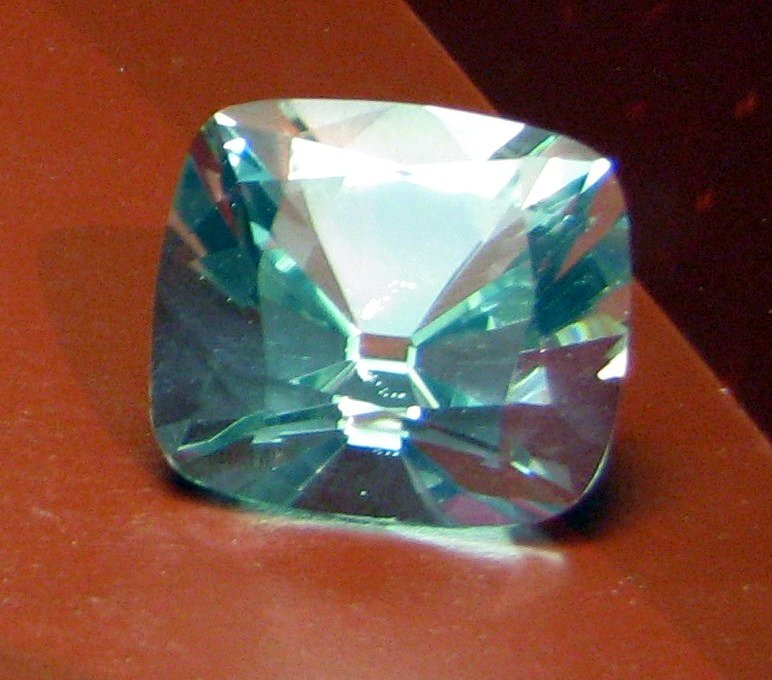

«Ювілей» — алмаз масою 650,8 каратів, знайдений на копальні Ягерсфонтейн в 1895 р.; первинна назва «Рейц» — на честь Ф. У. Рейца, що був у той час президентом Оранжевої Республіки. Після ограновування в 1897 році перейменований на «Ювілей» на згадку про «алмазну річницю» (шістдесятиліття) з дня вступу на трон королеви Вікторії.

## Опис
Спочатку представляв з себе октаедр неправильної форми вагою 650,8 карати. З нього був отриманий бездоганний діамант масою 245,35 карати, а з «відходів» — діамант-панделок масою 13,34 карата. Великий діамант, змінивши кілька власників, був придбаний для вашингтонського Смітсонівського інституту і там виставлений на огляд.